# Mobb Deep
I Mobb Deep (conosciuti anche come The Infamous Mobb Deep) sono stati un duo musicale hip hop statunitense formato dai rapper Havoc e Prodigy. Sono considerati da molti i pilastri della Golden Era dell'East Coast hip hop, con il loro secondo album The Infamous.

## Storia del duo
I due crescono a Queensbridge a New York, e si conosceranno nel 1988 presso la Graphic Arts School di Manhattan. Secondo un'intervista riportata da Prodigy i due si sono conosciuti durante una rissa all'uscita della scuola, nella quale Havoc ha rischiato di ricevere una coltellata nella pancia. In quel periodo Havoc viene spinto a fare il rapper dal cugino, MC Tragedy. Nel 1991 catturano l'attenzione della rivista The Source, che dedicherà loro uno spazio nella sezione Unsigned Hype Column. Havoc e Prodigy in quell'anno avevano solo 16 anni. La loro notorietà è legata soprattutto all'album The Infamous ed alla hit singola che lo ha accompagnato, Shook Ones Pt. II.
I Mobb Deep sono stati uno dei più importanti gruppi hardcore hip hop della seconda metà degli anni novanta, realizzando un buon numero di classici del genere, per poi implodere dopo i primissimi anni 2000.

### 1992-1994: Inizio della carriera
Prodigy e Havoc si incontrano mentre frequentano la prestigiosa High School of Art and Design a Manhattan.  Cresciuti in un ambiente ostile e circondati di situazioni quali povertà, droga e violenza tra bande, i due tentano di esprimere le loro esperienze di vita tramite il rap. Pubblicano il loro primo album Juvenile Hell nel 1993, periodo in cui l'East Coast hip hop è dominato dal jazz rap degli A Tribe Called Quest e dei De La Soul, e dall'afrocentrismo di band come Brand Nubian e Public Enemy, il loro stile musicale si discosta dal conscious hip hop dell'epoca, e riflette il clima duro di New York alla fine degli anni 1980 ed all'inizio degli anni 1990. Sia Prodigy che Havoc sono ancora adolescenti: all'uscita del loro primo disco hanno entrambi 18 anni, anche per questo sorprendono per la natura violenta di Juvenile Hell. Il disco non ha molto successo tra il pubblico e secondo Havoc aveva venduto circa 40 000 copie e mostró un talento ancora grezzo sebbene si potesse notare una grande affinità tra la rappata di Prodigy e le strumentali malinconiche di Havoc. Questo stile porta i due ad un contratto con la Loud Records. Nel 1995 i Mobb Depp iniziano a registrare il loro secondo album The Infamous, che li porterà ad essere considerati pilastri dell'hardcore hip hop.

### 1995-2000: Il successo di The Infamous
Nonostante la giovane età, il duo entra di prepotenza tra gli artisti più in vista del panorama hardcore grazie alla capacità di narrare in maniera diretta la vita di strada, come nel loro primo disco dove ritraevano la lotta per la sopravvivenza nel quartiere di Queensbridge a New York. Il successivo disco The Infamous si può considerare tra i più influenti per l'hardcore della East Coast, con le produzioni spesso dure e dirette, una sorta di testamento musicale di Havoc, che nella propria carriera ha lavorato quasi esclusivamente ai beats del duo Archiviato il 26 gennaio 2018 in Internet Archive..
Inoltre, il singolo Shook Ones Pt. II, ricevette ottime impressioni dalla critica e anche dalla comunità hip hop.
Con The Infamous i Mobb Deep sbancarono nell'industria hip hop con un genere diverso da quello che portavano artisti come Nas o A Tribe Called Quest. Infatti nei loro brani si possono sentire dei campionamenti sporchi, cupi, scarni e crudi, completamente diversi dall Jazz rap portato da Q-Tip. 
Fu proprio grazie ai beat scarni e ai testi duri che i Mobb Deep divennero i pilastri dell'East Coast hip hop
In particolar modo Havoc, con l'aiuto di Q-Tip, utilizzò diversi campionamenti di basi jazz/funky, riuscendo comunque a renderle più adatte al genere da loro portato.
Il loro terzo album Hell on Earth è pubblicato nel 1996 e debutta al numero 6 della Billboard Chart, riprendendo i temi della dura vita di strada e consentendo al duo di accrescere la propria importanza all'interno dell'hardcore assieme ad altri rapper contemporanei come The Notorious B.I.G., Wu-Tang Clan, Jay-Z e Nas.
Anche questa volta il duo ricevette molte critiche positive e per molti quest'ultimo album è a pari merito con il precedente.
Nel 1999, il duo pubblica anticipatamente il disco Murda Muzik che nonostante i problemi di produzione (diversi brani finiscono anticipatamente su internet), debutta al numero 3 della classifica di Billboard e rapidamente diventa disco di platino anche grazie al singolo "Quiet Storm" (in cui compare anche Lil' Kim). Poco tempo dopo, Prodigy pubblica il proprio album solista H.N.I.C. dove il rapper collabora con artisti quali B.G., N.O.R.E. e produttori come The Alchemist, Rockwilder e Just Blaze.
Il duo collaborò anche con rapper i Ghostface Killah, Raekwon e la cantautrice Crystal Johnson

### 2001-2006: Il declino
Poco dopo la pubblicazione di Murda Muzik, il rapper Jay-Z si scaglia verbalmente contro il duo, aumentandone la pubblicità. Alla Hot 97 Summer Jam del 2001 Jay-Z si esibisce con "Takeover" attaccando e cercando di ridicolizzare Prodigy per il suo passato da adolescente impegnato nella danza .
I Mobb Deep successivamente pubblicano Infamy nel 2001, contraddistinto da un cambio di stile piuttosto marcato, che approda a beat dal sapore più commerciale come "Hey Luv". La transizione finisce per attirare critiche dei più datati fan che accusano il duo di svendersi, anche se questa trasformazione consente ai Mobb Deep di farsi conoscere da una platea musicale più ampia. Diversi critici e fan comunque rimangono dell'idea che la rivalità con Jay-Z abbia danneggiato l'immagine gangsta dei Mobb Deep come evidente dai dati di vendita, confrontando Murda Muzik (platino) con Infamy (a fatica disco d'oro).
Nel 2003 il gruppo esce dalla Loud Records e pubblica The Murda Mixtape che proclama "Free Agents" sulla cover, ovvero alla ricerca di una nuova etichetta. La Jive Records mette il duo sotto contratto e poco dopo esce Amerikaz Nightmare che si dimostra il fiasco più grosso del duo musicale, e ne causa anche l'allontanamento dalla Jive.
Nel 2005 il duo annuncia di aver firmato un contratto con la G-Unit Records, etichetta facente riferimento a 50 Cent. Nel 2006 viene pubblicato l'album Blood Money.

### Anni 2010
Nel 2011 viene pubblicato un nuovo singolo dal titolo Dog Shit, a cui partecipa il rapper Nas. Con la collaborazione tra i produttori Havoc e The Alchemist, viene realizzato l'EP Black Cocaine, uscito nel novembre 2011.
Nell'aprile 2014 viene pubblicato l'album The Infamous Mobb Deep (Infamous Records/RED Distribution), un disco che contiene registrazioni effettuate negli anni 1994-1995 durante le session di The Infamous, e altri brani registrati invece tra il 2013 ed il 2014. Tra gli artisti che hanno collaborato a questo album vi sono Mack Wilds, French Montana, Snoop Dogg, Juicy J, Busta Rhymes e Nas, mentre tra i produttori si annoverano The Alchemist, Boi-1da, Salaam Remi e Kaytranada. I primi due singoli estratti sono stati Taking You off Here e Say Something.
Con la morte di Prodigy nel 2017, sofferta molto da artisti con i quali ha collaborato molto come Nas e Big Noyd, Havoc si dedica completamente ai featuring e alla creazione di beat.
La fine del duo segnò un altro duro colpo al panorama hip hop che, col passare degli anni, perdeva sempre più artisti i quali avevano fatto la storia negli anni novanta.

## Infamous Records
L'etichetta discografica è stata lanciata dai Mobb Deep alla fine degli anni '90 ma non ha ottenuto contratti di pubblicazione prima del 2004. Di seguito riportiamo la lista degli attuali artisti della label:
- 40 Glocc - Originario del Texas, ma cresciuto in California.
- Nyce - MC del Southside, Queens.
- Gail Gotti - La prima ragazza della Infamous Family.

## Formazione
- Havoc - voce
- Prodigy - voce

## Discografia

### Album in studio
- 1993 – Juvenile Hell
- 1995 – The Infamous
- 1996 – Hell on Earth
- 1999 – Murda Muzik
- 2001 – Infamy
- 2004 – Amerikaz Nightmare
- 2006 – Blood Money
- 2014 – The Infamous Mobb Deep

### Raccolte
- 2006 – Life of the Infamous: The Best of Mobb Deep
- 2007 – The Infamous Archives
- 2008 – The Infamous Instrumentals
- 2009 – The Safe Is Cracked